# Zahodna Florida
Britanska Zahodna Florida je bila kolonija Velike Britanije od leta 1763 do 1783 in provinca Španskega imperija od leta 1783 do 1821. Britanci so leta 1763 pridobili nadzor nad špansko Florido v okviru Pariške pogodbe, ki je končala sedemletno vojno. 
Britanski uradniki so se odločili, da je kolonija prevelika za upravljanje kot ena enota, zato so Florido razdelili na dve koloniji, ločeni z reko Apalachicola: kolonijo Vzhodna Florida s prestolnico v St. Augustine, Florida; in Zahodna Florida s prestolnico v Pensacoli. Vzhodna Florida je bila veliko večja in je obsegala večino nekdanje španske kolonije in večino sedanje zvezne države Florida. Bila je tudi najbolj poseljena regija španske Floride, vendar je preden je bil nadzor prenesen na Britanijo, večina prebivalcev – vključno s praktično vsemi prebivalci St. Augustina – zapustila ozemlje, večina pa se je preselila na Kubo.
Britanija je poskušala privabiti naseljence na obe Floridi, vendar brez večjega uspeha. Redko poseljeni koloniji sta bili povabljeni, naj pošljeta svoje predstavnike v Prvi kontinentalni kongres, vendar se za to niso odločile in so ostale zveste Veliki Britaniji med ameriško revolucionarno vojno. Vendar pa je Velika Britanija kot del pogodbe iz leta 1783, v kateri je Velika Britanija uradno priznala neodvisnost trinajstih svojih nekdanjih kolonij kot Združene države, obe Floridi odstopila nazaj Španiji, ki ju je ohranila kot ločeni koloniji, mejo pa premaknila proti vzhodu do reke Suwannee.
Do začetka 19. stoletja se je Španija izkazala za nezainteresirano in nesposobno organizirati ali braniti katero koli od obeh Florid daleč preko dveh majhnih prestolnic. Ameriški naseljenci so se na ozemlje preselili brez dovoljenja, kar je povzročilo konflikt s Seminoli, novo politično tvorbo ameriških staroselcev, ki so jo oblikovali domorodni begunci iz ameriškega jugovzhoda. Med vojno leta 1812 so ameriška vojska napadle Florido in okupirale zahodno Florido, medtem ko je vzhodna Florida ostala v španskih rokah. 
Britanska Zahodna Florida je obsegala dele sodobnih ameriških zveznih držav Louisiana, Mississippi, Alabama in Florida.